# San Francisco Warriors 1967-1968
La stagione 1967-68 dei San Francisco Warriors fu la 19ª nella NBA per la franchigia.
I San Francisco Warriors arrivarono terzi nella Western Division con un record di 43-39. Nei play-off vinsero la semifinale di division con i St. Louis Hawks (4-2), perdendo poi la finale di division con i Los Angeles Lakers (4-0).

## Risultati
| Squadra                | V  | P  | %    | GB |
| ---------------------- | -- | -- | ---- | -- |
| St. Louis Hawks        | 56 | 26 | 68,3 | -  |
| Los Angeles Lakers     | 52 | 30 | 63,4 | 4  |
| San Francisco Warriors | 43 | 39 | 52,4 | 13 |
| Chicago Bulls          | 29 | 53 | 35,4 | 27 |
| Seattle SuperSonics    | 23 | 59 | 28,0 | 33 |
| San Diego Rockets      | 15 | 67 | 18,3 | 41 |

## Roster
| N°    | Naz.                   | Ruolo | Sportivo      | Anno | Alt. | Peso \|\| |
| ----- | ---------------------- | ----- | ------------- | ---- | ---- | --------- |
| 9     | Stati Uniti (bandiera) | GA    | George Lee    | 1936 | 193  | 91        |
| 11    | Stati Uniti (bandiera) | GA    | Bob Warlick   | 1941 | 196  | 91        |
| 12-22 | Stati Uniti (bandiera) | A     | Bill Turner   | 1944 | 201  | 100       |
| 15    | Stati Uniti (bandiera) | G     | Bobby Lewis   | 1945 | 191  | 79        |
| 16    | Stati Uniti (bandiera) | G     | Al Attles     | 1936 | 183  | 79        |
| 21    | Stati Uniti (bandiera) | G     | Jim King      | 1941 | 188  | 79        |
| 23    | Stati Uniti (bandiera) | GA    | Jeff Mullins  | 1942 | 193  | 86        |
| 31    | Stati Uniti (bandiera) | GA    | Joe Ellis     | 1944 | 198  | 79        |
| 35    | Stati Uniti (bandiera) | AC    | Rudy LaRusso  | 1937 | 201  | 100       |
| 42    | Stati Uniti (bandiera) | AC    | Nate Thurmond | 1941 | 211  | 102       |
| 43    | Stati Uniti (bandiera) | AC    | Clyde Lee     | 1944 | 208  | 93        |
| 44    | Stati Uniti (bandiera) | AC    | Fred Hetzel   | 1942 | 203  | 100       |
| 47    | Stati Uniti (bandiera) | AC    | Dave Lattin   | 1943 | 198  | 102       |

## Staff tecnico
- Allenatore: Bill Sharman
- Vice-allenatore: George Lee
- Preparatore atletico: Dick D'Oliva